# Radio ACB
Radio A.C.B ou Radio ACB, est une station de radio de la côte Ouest de l'île de la Réunion, département français situé dans l'océan Indien. Elle émet en continu sur la bande FM entre les communes de La Possession et des Trois-Bassins.

## Caractéristiques
Radio A.C.B est l'une des trois radios scolaires existantes sur l'île, avec Radio Soleil et Radio LGB. Elle est la première de ce type créée dans l'île, en 1983, à l'initiative d'un professeur de Lettres, Jean Cervoni,. Elle est localisée au collège Le Bernica, à Saint-Gilles les Hauts. C'est une radio associative non commerciale pilotée par le Foyer Socio-Educatif du collège. Elle appartient au réseau de la F.A.R. (Fédération des radios associatives de la Réunion) et est soutenue en grande partie par le F.S.E.R. (Fonds de Soutien à l'Expression Radiophonique).
A.C.B. est l'acronyme de Animation Collège Bernica.
Depuis 2004, la radio peut être aussi écoutée en streaming sur un site dédié, qui renvoie sur la plate-forme Mixcloud pour le podcast des émissions réalisées. Depuis 2017, une page Facebook et une chaîne Youtube présentent aussi quelques-unes des dernières émissions produites.

## Programmes
Concernant sa ligne éditoriale, celle-ci répond aux objectifs d'une radio scolaire, avec une visée pédagogique de découverte et d'initiation aux métiers du journalisme radiophonique, renforcée par la volonté d'Education aux Medias et à l'Information prônée par le Ministère de l'Education Nationale. Mais c'est aussi une radio de proximité, au rôle socioculturel, écoutée localement. Protégée par son statut, non soumise à la concurrence, elle est exempte de publicité et les auditeurs y sont sensibles, comme le montrent des témoignages recueillis au fil des années.
Pour la production d'émissions, les élèves sont accueillis sur leur temps libre (heures de permanence et pause méridienne) et encadrés par des animateurs adultes, au sein de deux studios.
La grille de programmes alterne émissions et musiques :
- production d'émissions autour de l'actualité : Les titres du jour, en direct, à partir de la presse locale
- création d'émissions autour des centres d'intérêt des jeunes animateurs
- émissions en lien avec les programmes scolaires, à la demande de professeurs
- couverture d'événements au collège, sportifs, culturels, forum des métiers
- ouverture sur les établissements scolaires voisins partenaires, écoles et lycée
- ouverture sur les événements culturels locaux : Salon du livre de jeunesse de l'océan Indien et autres festivals
- musiques par genre